# يوشيو كويزومي
يوشيو كويزومي (باليابانية: 小泉 佳穂) (مواليد 5 أكتوبر 1996) هو لاعب كرة قدم ياباني.

## وصلات خارجية
- يوشيو كويزومي على موقع رابطة كرة القدم اليابانية للمحترفين (اليابانية)
- يوشيو كويزومي على موقع إي إس بي إن إف سي (الإنجليزية)
- يوشيو كويزومي على موقع قاعدة بيانات كرة القدم.إي يو (الإنجليزية)
- يوشيو كويزومي على موقع Soccerbase.com (لاعب) (الإنجليزية)
- يوشيو كويزومي على موقع Soccerway.com (الإنجليزية)
- يوشيو كويزومي على موقع عالم كرة القدم.نت (الإنجليزية)